# Hamburg-Eimsbüttel
Hamburg-Eimsbüttel is een van de zeven districten van de stad Hamburg in Duitsland. Het district Eimsbüttel is gelegen in het noordnoordwesten van de stad, tussen de districten Altona in het westen en Nord in het oosten en ten noorden van Mitte. Het is het kleinste van de Hamburgse districten, maar wel het meest dichtbevolkte. In het district zijn negen stadsdelen gelegen.
Het district herbergt de campus van de Universiteit Hamburg en is tevens de locatie van heel wat media- en creatief-culturele ondernemingen, inclusief de kantoren en studio's van de Norddeutscher Rundfunk en een kantoor van het persbureau Deutsche Presse-Agentur. De voormalige, en huidige, Joodse wijk Grindel ligt ook binnen district Eimsbüttel. Tot de bezienswaardigheden van het district behoren de barokke Kerk aan de Markt, het Tierpark Hagenbeck, de Russisch-orthodoxe Kerk van de Heilige Procopius, de Sint-Johanneskerk, het Museum für Völkerkunde Hamburg, het Biozentrum Grindel und Zoologischen Museum van de universiteit en het Mineralogische Museum der Universität Hamburg.
In Hamburg-Eimsbüttel kruisen de B 4 en B 5 mekaar.
Altona · Bergedorf · Eimsbüttel · Mitte · Nord · Harburg · Wandsbek
Eidelstedt · Eimsbüttel · Harvestehude · Hoheluft-West · Lokstedt · Niendorf · Rotherbaum · Schnelsen · Stellingen